# گیشا ۱۰۴۷
سیارک ۱۰۴۷ (به انگلیسی: 1047 Geisha، نامگذاری:1924TE) هزار و چهل و هفتمین سیارک کشف شده‌است که در ۱۷ نوامبر ۱۹۲۴ و در هایدلبرگ کشف شد.
قدر مطلق سیارک برابر ۱۱٫۸۶ است.